# 神谷宗幣
神谷宗幣（日语：／ Kamiya Sōhei ?；1977年10月12日—）是日本保守派政治人物與YouTuber，現任日本參議院議員（比例區），參政黨共同代表。曾任吹田市議員，主張教育改革、憲法修正與傳統價值復興，亦因其網絡言論與節目而為保守陣營代表性人物之一。

## 經歷
神谷宗幣生於福井縣高濱町，1996年畢業於福井縣立若狹高等學校理數科，後就讀关西大学文學部史學地理系。在大學期間曾赴加拿大語學研修並獨自環遊世界八個月，返國後立志投身教育改革。畢業後曾任福井縣若狹東高等學校英語與世界史教師，之後短暫接手家族經營之超市，經歷倒閉後重回校園，進入關西大學法科研究院，2007年取得法務博士學位。
同年當選大阪府吹田市議會議員，時年29歲，之後連任兩屆，歷任副議長，並創設「龍馬計劃」等超黨派地方青年議員組織，積極推動教育與國家意識相關政策。2012年辭去市議會職務，轉戰第46屆眾議院選舉（大阪13區），代表自民黨參選但未當選。2015年亦曾挑戰大阪府議會議員落選。
2013年起投入自媒體經營，創立「CGS（ChGrandStrategy）」等政治言論節目，逐漸成為保守派輿論圈活躍人物。2020年創立參政黨，擔任共同代表與事務局長，2022年以比例區當選參議院議員，正式進入國政。

## 政治主張
神谷宗幣自稱為「保守派自由主義者」，主張以日本傳統文化與歷史精神為核心推進政治改革，強調教育、憲政與國防等三大議題。他的政治言論風格強烈，經常於網路節目與街頭演說中直接針砭政府與主流媒體，被視為日本右翼與民族保守派的重要代表之一。
在教育方面，神谷認為日本應回歸「教育立國」精神，強調家庭教育、歷史教育與倫理觀的復興，反對過度重視學歷與升學主義，並提倡設立更多公民教育與憲法課程。他批評現行教育體制過度依賴中央政府控制，主張地方教育自主與私學活化。
在憲法方面，神谷主張制定「自主憲法」，認為現行《日本國憲法》為二戰戰敗後由美軍強制施加，應進行全面改寫，明確規定國防權、國民義務與國家象徵地位。他支持設立「自衛軍」取代現行「自衛隊」，主張日本應具備全面國防能力。
在經濟與主權政策方面，神谷反對「全球主義」與大型跨國企業干預內政，主張以地方經濟自立為基礎，推動中小企業振興與農業保護政策。他也批評過度依賴外國資本與移民制度，強調需建立「有界限的多元化」與「國民優先」原則。
在疫情與醫療政策方面，神谷曾批評政府的疫苗推廣與口罩政策過於依賴製藥財團與國際組織決策，提出部分陰謀論式觀點，引發輿論關注。他主張應保障個人醫療選擇權與資訊公開，並重新審視科學與政策之間的關係。

## 事件

### 憲法草案演說中的差別語言
2025年7月，神谷宗幣於三重縣四日市市進行街頭演說時，針對參政黨提出的「自主憲法草案」遭遇批評表達不滿。在演說中，他使用了如、「バカ」、「チョン」等詞語來形容批評者。其中「チョン」一詞在日本社會中常被視為對在日韓國人或朝鮮人的歧視性用語。神谷隨即在現場意識到用詞不當，當場向聽眾道歉，稱「我剛剛說了『チョン』，這詞彙是不能用的，對不起」，並表示以後會更謹慎發言。此事件引起社會輿論對於政治人物言語責任的廣泛討論。

### 宮城縣水道民營化發言爭議
在參議院選舉期間，神谷於一次街頭演講中聲稱「宮城縣已將水道事業完全民營化並出售給外資公司」，並批評這種政策可能危及日本國民的生活與主權安全。然而，宮城縣政府隨後發表聲明澄清，指出該縣僅將部分水道運營業務委託給包含外資的日本法人公司，且縣政府仍保有業務監管與否決權。對此，神谷拒絕道歉，表示他所言為「事實上的民營化」，即便形式上仍由政府監督，也無法掩蓋外資參與的事實。他的強硬立場引來部分支持者認同，但也遭受反對者批評其「煽動誤解、過度誇張」。

### 性別與少子化政策言論引發抗議
神谷在競選造勢活動中曾多次強調「女性應回歸家庭、生育是女性重要職責之一」，並提出「每生一名子女每月補助十萬日圓」的主張。他亦曾表示「四十歲以上的女性已經很難懷孕，社會應該更早推動婚育」，引發性別平等團體批評其言論過時、忽視個人選擇自由，甚至涉嫌強化性別刻板印象。全國多地爆發小規模抗議集會，批評參政黨的性別政策帶有壓迫性。神谷事後表示，自己的初衷是希望以具體政策鼓勵年輕世代婚育，並無貶低女性之意，但承認「表達方式可能不夠細膩」。

### 外國人與移民政策上的排斥語調
在岩手縣盛岡市等地的公開演講中，神谷表示「日本的外國人口正在迅速增加，如果不設限，未來日本人將成為少數族群」，並稱「這樣的未來將非常可怕」。他主張對外國人居留與移民政策應採取更嚴格審查，特別是針對技能實習生與外籍看護人力，引發部分市民當場舉牌抗議，譴責其言論具有「排外」、「煽動恐懼」的傾向。神谷回應表示，自己並非反對所有外國人，而是反對「不經社會同意、未經審議的無秩序移民政策」，希望透過理性討論維護日本社會的穩定。

### 沖繩島戰役歷史的發言爭議
神谷在一次專題講演中提及二戰末期的沖繩戰役，主張「大多數沖繩平民的死亡是美軍造成的，日本皇军並未殺害居民」，此言一出隨即引發爭議。沖繩地方史學界與部分縣議會議員強烈反對此說法，認為其有美化軍國主義、扭曲歷史的嫌疑。批評者指出，歷史資料中已證實部分皇軍曾強迫居民集體自盡，神谷的說法忽略了日本軍方的戰爭責任。神谷對此回應稱，他僅是根據部分史料與見證者說法進行詮釋，「並無否定歷史，而是希望呈現更全面的視角」。

### 涉及猶太資本與陰謀論的言論
神谷在過往的演說與網路節目中，曾多次使用「猶太財團」、「全球主義勢力操控世界」等說法批評國際金融機構與藥廠集團，並暗示這些勢力與疫情政策及國際媒體操作有關聯。他曾在選舉造勢中表示「不會把日本賣給猶太資本」，此類言論被部分國際觀察人士視為帶有陰謀論與反猶意涵。雖然神谷未正面否認其立場，但在後續訪談中承認過去某些說法「可能造成誤解」，表示將會更謹慎處理「與特定族群有關的表述方式」。